# Francolinus natalensis
Francolinus natalensis là một loài chim trong họ Phasianidae.

## Hình ảnh

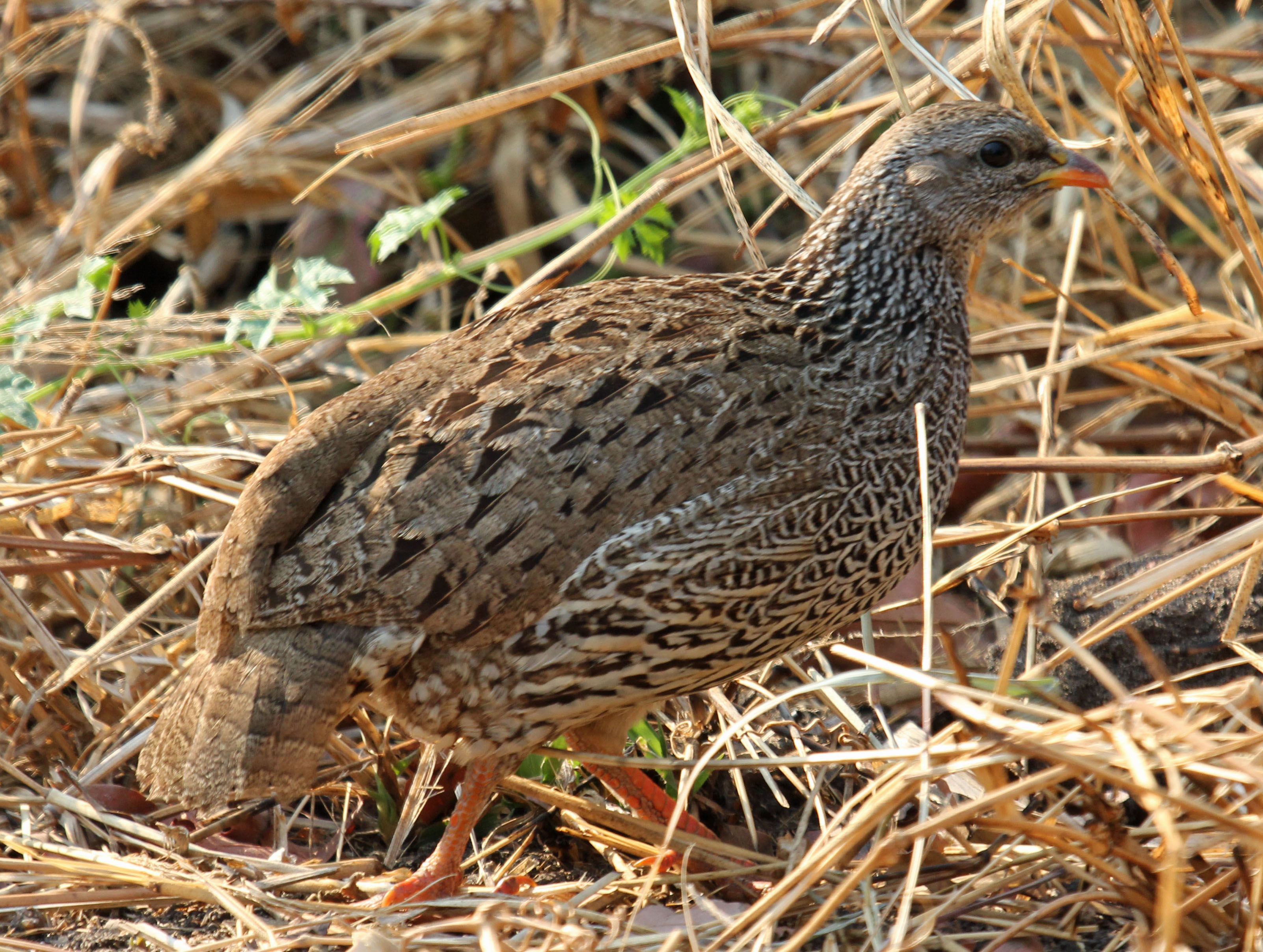
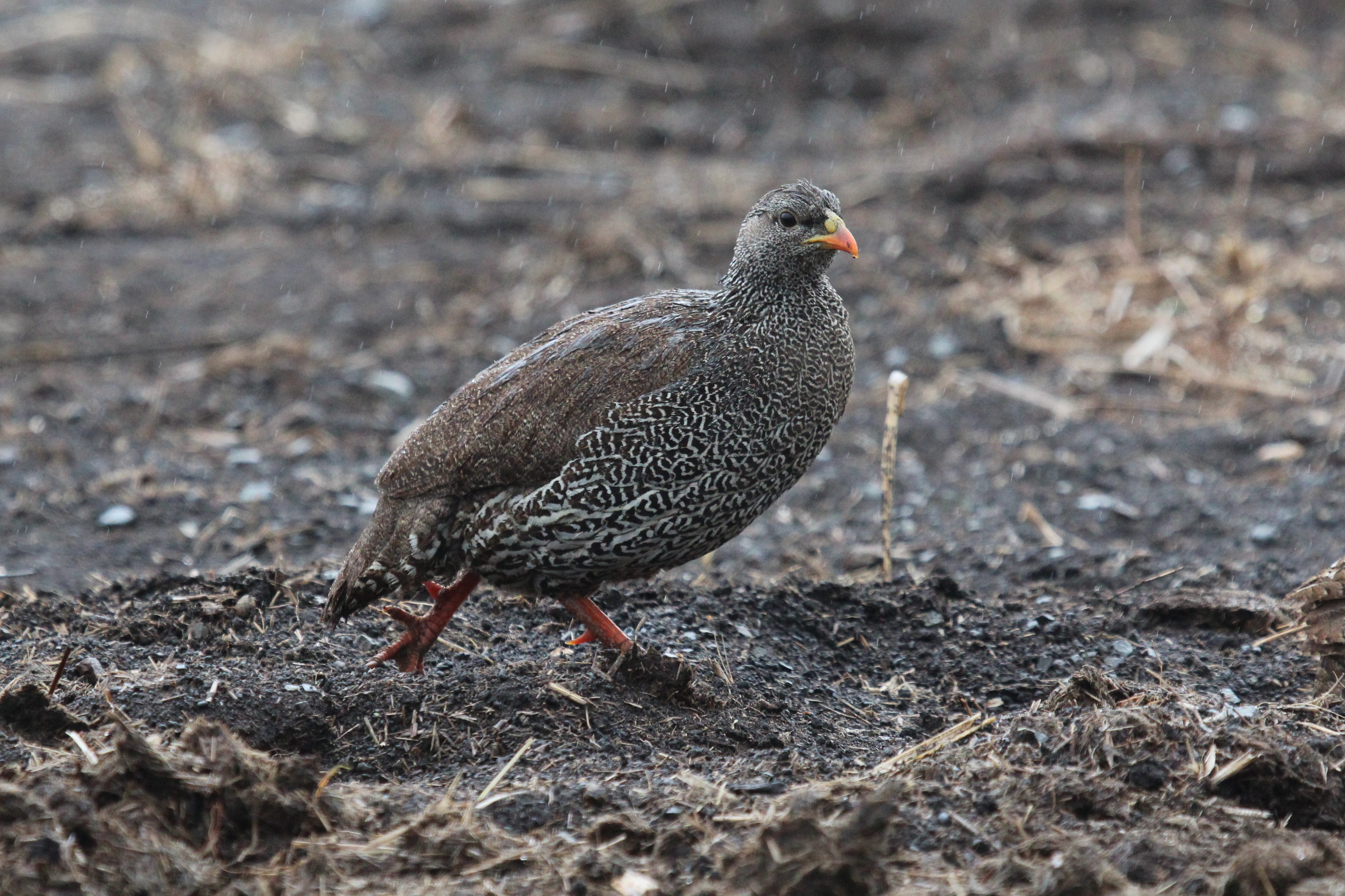